# Billund Trav
Billund Trav, tidigare Sydjysk Væddeløbsbane, var en travbana i Billund i Danmark. 

## Om banan
Banan öppnade 1971 och arrangerade galopplöp, greyhoundlopp och travlopp. Endast travlopp arrangerades permanent. Under banans premiärdag hade banan 15 000 besökare.
Våren 2014 tillkännagavs att Folketinget skulle skära ned på bidraget för hästsport, och tillsammans med Nykøbing F. Travbane i Nykøbing Falster stängdes Billund Trav. En demonstration organiserades där cirka 500 demonstranter samlades framför Christiansborg samma dag som Folketinget behandlade lagförslaget som minskar stödet för hästsport. Borgmästarna i Guldborgsund och Billunds kommun, John Brædder och Ib Kristensen, försökte övertala Hestesportens Finansieringsforbund om att ompröva beslutet, eftersom de tyckte att travbanorna var viktiga för det lokala samhället genom att locka resursstarka familjer och gynna ekonomin i form av turism. Båda banorna fick då hitta alternativ finansiering.

### Stängning
Det meddelades att banan skulle arrangera sin sista tävlingsdag den 23 oktober 2021, och att banan skulle rivas under 2022.